# Sanjay Leela Bhansali
Sanjay Leela Bhansali, en devánagari संजय लीला भंसाली, (Bombay, 1963) es un director de cine indio. Su estilo particular entrelaza imagen y música, creando una atmósfera particular, algo que lo identifica. El mismo Sanjay Leela Bhansali reconoce que no comienza una película sin haber definido bien su universo musical. Otra característica de su proceso creativo es recluirse durante la realización de sus películas, rasgo que comparte con Guru Dutt, de quien es gran admirador. 

## Carrera
Sanjay Leela Bhansali hizo su inicio en la industria cinematográfica en 1989. Se encargó de idear las partes musicales de Parinda (The Pigeon). En 1993, fue compositor y guionista de 1942: A Love Story.  En 1996, debutó como director en Khamoshi: The Musical, que relata la vida de una cantante cuyos padres son sordomudos y ella desea hacerlos partícipes de su pasión. La historia que se desarrolla en Khamoshi: The Musical se aleja un poco del Bollywood estándar para poder llegar a un público más diverso. 
En 1997, Sanjay Leela Bhansali participó en Kareeb y el año siguiente dirigió Hum Dil De Chuke Sanam, la historia de una mujer que deja el hombre del que está enamorada para casarse con otro, elegido por su familia. Sanjay Leela Bhansali ganó cinco Filmfare Awards con Hum Dil De Chuke Sanam, adaptación de la novela de Saratchandra Chattopadhayay, Devdas con Shahrukh Khan, Aishwarya Rai y Madhuri Dixit. Devdas ha sobrepasado las fronteras de la India. El film se presentó en el festival de Cannes y fue nominado a los Oscars.
Sanjay Leela Bhansali se lanzó seguidamente a rodar Bajirao Mastani, una película basada en un episodio histórico real, la relación entre Peshwa Bajirao y Mastani, una bailarina legendaria india, pero dejó el proyecto de lado y le ofreció al actor Amitabh Bachchan un papel protagonista en Black, un film inspirado en la vida de Helen Keller, donde también aparece Rani Mukherjee. Black es totalmente atípica si se compara con otras películas de Bollywood, además consiguió éxito tanto de crítica como de público. A finales de 2005, volvió a interesarse por Bajirao Mastani, pero tuvo que volver a dejarla pendiente.
En 2007 se estrenó Saawariya, un fracaso financiero y crítico. Guzaarish con Hrithik Roshan
y Aishwarya Rai se estrenará el 19 de noviembre de 2010.

## Filmografía
- 1989: Parinda (The Pigeon), de Vidhu Vinod Chopra, con Nana Patekar, Jackie Shroff y Anil Kapoor - codirector (canciones)
- 1993: 1942: A Love Story, de Vidhu Vinod Chopra, con Anil Kapoor y Manisha Koirala - codirector (canciones) y guionista
- 1996: Khamoshi: The Musical, con Nana Patekar, Salman Khan, Manisha Koirala y Seema Biswas - director y guionista
- 1998: Kareeb, de Vidhu Vinod Chopra, con Bobby Deol y Neha - codirector (canciones)
- 1999: Hum Dil De Chuke Sanam, con Ajay Devgan, Salman Khan y Aishwarya Rai - director, guionista y productor
- 2002: Devdas, con Shahrukh Khan, Madhuri Dixit y Aishwarya Rai - director y guionista
- 2005: Black, con Amitabh Bachchan, Rani Mukherjee y Ayesha Kapur - director, guionista y productor
- 2007: Saawariya, con Ranbir Kapoor, Sonam Kapoor y Rani Mukherjee - director, guionista y productor
- 2010: Guzaarish, con Hrithik Roshan y Aishwarya Rai - director y productor
- 2013: Goliyon Ki Raasleela Ram-Leela, - director, guionista, productor y compositor(canciones)
- 2015: Bajirao Mastani, - director y compositor(canciones)

## Premios
- Premios Filmfare
  - 1997: Mejor película por Khamoshi: The musical
  - 2000: Mejor director por Hum Dil De Chuke Sanam
  - 2003: Mejor director por Devdas
  - 2006: Black 11, entre ellas mejor película, mejor director…